# Districte de Bánovce nad Bebravou
El districte de Bánovce nad Bebravou - (eslovac) Okres Bánovce nad Bebravou - és un dels 79 districtes d'Eslovàquia. Es troba a la regió de Trenčín. Té una superfície de 327,44 km², i el 2013 tenia 27.229 habitants. La capital és Bánovce nad Bebravou.

## Demografia
| Godina             | 1994   | 2004   | 2014   | 2024   |
| ------------------ | ------ | ------ | ------ | ------ |
| Nombre de persones | 38.695 | 38.385 | 36.833 | 34.910 |
| Diferència         |        | −0,80% | −4,04% | −5,22% |

| Godina             | 2023   | 2024   |
| ------------------ | ------ | ------ |
| Nombre de persones | 35.186 | 34.910 |
| Diferència         |        | −0,78% |

## Llista de municipis

### Ciutats
- Bánovce nad Bebravou

### Pobles
Borčany | Brezolupy | Cimenná | Čierna Lehota | Dežerice | Dolné Naštice | Dubnička | Dvorec | Haláčovce | Horné Naštice | Chudá Lehota | Krásna Ves | Kšinná | Libichava | Ľutov | Malá Hradná | Malé Hoste | Miezgovce | Nedašovce | Omastiná | Otrhánky | Pečeňany | Podlužany | Pochabany | Pravotice | Prusy | Ruskovce | Rybany | Slatina nad Bebravou | Slatinka nad Bebravou | Šípkov | Šišov | Timoradza | Trebichava | Uhrovec | Uhrovské Podhradie | Veľké Držkovce | Veľké Hoste | Veľké Chlievany | Vysočany | Zlatníky | Žitná - Radiša
1. 1 2  «Počet obyvateľov podľa pohlavia - obce (ročne) [om7102rr_obce=AREAS_SK]».   Statistical Office of the Slovak Republic, 31-03-2025. [Consulta: 31 març 2025].